# Erik Fritzner
Erik Fritzner (9. april 1909 i København – 2. november 1972) var en dansk trompetist og kgl. kapelmusikus.
Han var elev af kgl. kapelmusikus Lauritz Sørensen og blev ansat i Tivolis Harmoniorkester og Den Kongelige Livgarde. I 1935 blev han solotrompetist i Det Kongelige Kapel.